# 슈타르나 2세
슈타르나 2세는 미탄니의 후르 왕국의 왕(재위:기원전 1400~기원전 1380)이었다.
슈타르나는 위대한 미탄니 왕 아르타마마 1세의 후손으로 아마 아들이었다. 그는 이집트의 파라오 아멘호텝 3세의 동맹이었으며 그의 딸 킬루헤파(길루케파)는 아멘호텝 3세에게 시집보내 동맹을 강화하였다.
슈타르나의 치세 동안 미탄니 왕국은 가장 번영하였다. 알랄락에서 오론테스 강을 경계로 이집트와 북시리아를 공유하였다. 왕국의 중심은 하부르 강 분지로 그곳에 와시슈칸니가 위치한다. 아시리아와 아라파도 미탄니의 속주 왕국이었다. 히타이트는 미탄니를 침입하였으나 격파되었다.
그는 그의 아들 투슈라타 혹은 아르타슈마라에 의해 계승되었다.
| 전 대 아르타마마 1세 | 제7대 미탄니 국왕 기원전 1400~기원전 1380 | 후 대 투슈라타 |

|  |  | 아르타슈마라 ? |

## 같이 보기
- 미탄니